# Threnia therimachus
Threnia therimachus là một loài ruồi trong họ Asilidae. Threnia therimachus được Walker miêu tả năm 1851. Loài này phân bố ở vùng Tân nhiệt đới.